# Steve Witkoff
Steven Charles Witkoff (* 15. března 1957, Bronx, USA) je americký právník, realitní investor a developer, filantrop a zakladatel Witkoff Group. V prvních letech kariéry působil jako právník v oblasti nemovitostí, poté se stal realitním investorem a developerem.
Během prvního prezidentství Donalda Trumpa v roce 2020 byl Witkoff členem Great American Economic Revival Industry Groups, které byly vytvořeny pro zmírnění ekonomických dopadů pandemie covidu-19 ve Spojených státech amerických. V listopadu 2024 bylo oznámeno, že bude podruhé zvoleným prezidentem Donaldem Trumpem jmenován zvláštním vyslancem Spojených států pro Blízký východ.

## Život
Witkoff je židovského původu, rodák z Bronxu. Vyrůstal na Long Islandu. Jeho otec byl v New Yorku výrobcem dámských kabátů. 
V roce 1980 získal bakalářský titul na Hofstra University. O tři roky později získal právnický titul na Hofstra Law School.

## Kariéra
Witkoff začal pracovat jako realitní právník a stal se realitním investorem a developerem. Pracoval pro newyorskou realitní kancelář Dreyer & Traub, kde byl jedním z jeho klientů Donald Trump. Po spolupráci na obchodním případu se stali přáteli.
V roce 1985 Witkoff spoluzaložil Stellar Management a z právnické praxe se přesunul do oblasti realit. Začali kupovat levné bytové domy na Manhattanu a v Bronxu; v jednu dobu vlastnili 85 budov s více než 3000 byty. V roce 1995 expandoval na Lower Manhattan, kde koupil několik levných kancelářských budov. V roce 1996 si zajistil financování od Credit Suisse First Boston na nákup budovy na Maiden Lane, 27patrové věže navržené Philipem Johnsonem a Johnem Burgeem. Nakoupil také další nemovitosti – obvykle za použití velmi malého množství vlastních peněz – včetně významné budovy Daily News Building ve čtvrti East Midtown na Manhattanu, kterou navrhli architekti Raymond Hood a John Mead Howells.
V roce 1997 Witkoff Stellar Management opustil. Stal se ředitelem Witkoff Group a pustil se do bytové výstavby. V roce 1998 s obchodním partnerem Rubinem Schronem koupili Woolworth Building ve čtvrti Tribeca a své portfolio rozšířil o nemovitosti v Chicagu, Dallasu a Philadelphii.
V roce 2013 Witkoff s obchodním partnerem koupili hotel Park Lane na Manhattanu za 660 milionů dolarů. K roku 2019 Witkoff Group vlastnila téměř 50 nemovitostí ve Spojených státech i dalších zemích.
V dubnu 2020 během prvního prezidentství Donalda Trumpa byl Witkoff členem skupiny Great American Economic Revival Industry Group, kterou Trump vytvořil s cílem zamezit ekonomickým dopadům Pandemie covidu-19 ve Spojených státech amerických. 
Dne 15. září 2024 hrál Witkoff golf s Trumpem ve West Palm Beach na Floridě, když se Ryan Wesley Routh pokusil Trumpa zavraždit. Příslušník Tajné služby na střelce vystřelil. Tomu se podařilo uprchnout ve voze a později byl zadržen.
Dne 12. listopadu 2024 podruhé zvolený prezident Donald Trump oznámil, že si vybral Witkoffa jako zvláštního vyslance pro Blízký východ.

## Osobní život
Witkoff žil na Upper East Side na Manhattanu. V roce 1987 se oženil s advokátkou Lauren Jill Rappoport. V roce 2019 se přestěhoval z New Yorku na Floridu a usadil se v Miami Beach.
S manželkou měli tři syny. V roce 2011 jejich 22letý syn Andrew zemřel na předávkování OxyContinem. Jejich syn Zach je spoluzakladatelem kryptoměnové společnosti World Liberty Financial. Syn Alexander je co-CEO Witkoff Group.